# 莫卡辛 (亞利桑那州)
莫卡辛（英語：Moccasin）是位於美國亞利桑那州莫哈維縣的一個人口普查指定地區。根據2010年美國人口普查，該地共人口500人，而該地的面積約為1.98平方千米。

## 地理
莫卡辛的座標為36°54′34″N 112°45′32″W / 36.90944°N 112.75889°W，而該地最高點為海拔高度1552米（即5092英尺）。